# Arnold II. (Abt von St. Blasien)
Arnold II. (auch Arnoldus II.; * in Höchenschwand; † 28. Juli 1276 in St. Blasien) war von 1247 bis 1276 Abt im Kloster St. Blasien im Südschwarzwald.